# Yahoo! 360°
Yahoo! 360° — социальная сеть и портал для личного общения под управлением компании Yahoo!, работавший в 2005—2008 годах. Пользователи данного портала могли создавать личные страницы, выкладывать фотографии на сервисе Yahoo! Photos, вести блоги, создавать и выкладывать личные профили, а также видеть кто из друзей в настоящее время находится в сети. Сервис 360° также поддерживал функцию 'обновления друзей' которая позволяла посмотреть сразу все обновления друзей (например, записи в блогах или новые выложенные фотографии). Этот сервис никогда не выпускался официально; в 2008 г. компания Yahoo! прекратила развитие этого сервиса.
Yahoo! 360° Plus Vietnam был похожим порталом, который был запущен в 2008 г. и теперь не функционирует. Это портал, который был доступен во Вьетнаме до июня 2012 г. после чего был заменен на Yahoo! Blog. Сервис Yahoo! Blog Vietnam в итоге был официально закрыт 17 января 2013 г. Пользователи имели возможность сохранить данные на персональный компьютер, в Wordpress, Blogger или вьетнамский Zing Blog.

## История
Yahoo 360° был запущен 16 марта 2005 г. как портал на который можно было попасть только по приглашению. После полного запуска 24 января 2005 г. он стал доступен любому пользователю Yahoo! старше 18 лет в США, Великобритании, Франции, Германии, Канаде, Австралии, Японии и Вьетнаме.
С сентября 2006 по сентябрь 2007 г. трафик пользователей 360° в США упал почти в два раза. Портал имел большую популярность, чем другие его аналоги, однако в целом его посещаемость сильно падала в этот временной промежуток.
16 октября 2007 г. компания Yahoo объявила, что больше не будет обеспечивать техническую поддрежку сервиса или исправление ошибок в работе для Yahoo! 360°, поскольку они собираются отказаться от данного портала в начале 2008 г. в пользу «универсальных профилей», которые будут похожи на их экспериментальную систему en:Yahoo! Mash. Однако они заявили, что сам по себе он не будет заменен на Mash.
6 мая 2008 г. компания Yahoo объявила, что у них есть несколько предложений для Вьетнама, которые являются частью их Южно-Азиатской стратегии развития. Одним из таких предложений стал Yahoo! 360° Plus Vietnam — новое Вьетнамское приложение для создания блогов. Впоследствии Yahoo! 360° Plus Vietnam был запущен во Вьетнаме вместе с другим сервисом для Yahoo! Vietnam, таким как Yahoo! Music (не активен с 2009 г.). К концу января 2010 количество зарегистрированных пользователей выросло до 1,500,000.
В мае 2009 пока сервис еще был в процессе публичного тестирования, Yahoo! объявил, что портал Yahoo! 360° будет официально закрыт 13 июля 2009 поскольку разработчики Yahoo! нацелены «сосредоточить усилия на новом профиле Yahoo». Пользователям предоставили возможность перенести их блоги и информацию с Yahoo! 360° в новые профили до истечения поставленного срока. Однако Yahoo! 360° Plus Vietnam все еще является активным порталом.
30 августа 2013 портал Yahoo! объявил, что Yahoo! Blog будет закрыт 26 декабря.

## Функции
Функции которые были доступны в 360°:
- Темы — стандартные и специальные
- Блоги (в формате новостных лент)
- Списки — пользователи могли описать свои интересы, любимые фильмы, книги и т. д.
- Новостные ленты, где пользователи могли включать собственные новости или новости из интересных источников
- Фото — пользователи могли выкладывать свои фотоальбомы из Flickr.com
- Записки — короткие записи или идеи которые не были выложены в блоге или сохранены
- Отзывы — возможность сделать обзор и похвалить других пользователей
- Группы — общества пользователей, объединенных одними интересами
- Обновления друзей — возможность посмотреть последние обновления друзей
- Короткие комментарии — возможность оставлять короткие сообщения на страницах других людей
- En:LAUNCHcast — сервис, который позволял делиться предпочтениями в музыке и радиостанциях
- Обзоры из Yahoo! Local, Yahoo! Shopping, Yahoo! Travel и Yahoo! Games

### Совместимость с Yahoo! Messenger
Начиная с версии 8.0 в Yahoo! Messenger была добавлена функция, позволявшая пользователям просматривать страницы 360°, писать короткие сообщения, делать записив блогах и смотреть обновления друзей прямо из Messenger. Это объединение позволило пользователям Messenger просматривать страницы их контактов и получать уведомления, если кто-то из списка контактов обновлял свою страницу.

### Совместимость с другими сервисами Yahoo!
Yahoo! 360° был совместимым с несколькими сервисами Yahoo! включая:
- Flickr
- LAUNCH
- Yahoo! Avatars
- Geocities
- en:Yahoo! Groups
- Yahoo! Local
- en:Yahoo! Shopping
- Yahoo! Travel
- Yahoo! Games